# Мотивация достижения
Мотива́ция достиже́ния — одна из разновидностей мотивации деятельности, связанная с потребностью индивида добиваться успеха и избегать неудач. Впервые понятие «мотив достижения» было выделено Г. Мюрреем в 1930-х годах.

## Исследования мотивации достижения

### Исследования Д. Аткинсона и Д. Макклеланда
Одними из первых исследователей мотивации достижения были Д. Аткинсон и Д. Макклеланд. Мотивация достижения у них определяется через соотнесение с критерием качества деятельности. Было показано, что мотивация достижения больше свойственна представителям среднего класса, чем высшего и низшего. Люди, которые мотивируются успехом, лучше справляются с задачами, лучше о них помнят, а также склонны брать новые задачи.
В классическом понимании мотивации достижения Д. Аткинсоном, индивид ставит себе средне сложные цели и, таким образом добивается успеха.

### Исследования Дж. Роттера
Исследования когнитивных детерминант поведения достижения успеха можно вести с Дж. Роттера. Он ввёл понятие «локуса контроля», которое описывало, какому источнику человек приписывает происходящие с ним события, внешнему — «экстернальный локус», и внутреннему — «интернальный локус». Наиболее удачным считается, когда человек приписывает успехи себе, а неудачи — внешним силам.

### Исследования Б. Вайнера
Б. Вайнер предположил что важно не только то, какое последствие имеет действие человека, но и то как он объясняет причины этого последствия. Это соображение послужило началом для создания всех атрибутивных подходов. Вайнер показал, что то, как человек будет себя вести, зависит от того, какого истолкования предыдущего опыта он придерживается, какой у него атрибутивный подход. Он ввёл два основных параметра, по которым люди определяют причины тех или иных успехов и неудач в своей деятельности..
- Внешняя или внутренняя по отношению к человеку причина, так например влияние других — причина внешняя, а собственные усилия или способности причина внутренняя.
- Стабильность или не стабильность причины, например фактор усилий или удачи — вне зависимости от его локализации являются нестабильными, а фактор способностей и сложность задачи стабильными.

Таким образом, люди преимущественно избегают той деятельности, где причины неудач ими истолковываются как стабильные и внутренние, например недостаток способностей.

### Исследования Х. Хекхаузена
Согласно Х. Хекхаузену, мотивация достижения представляет собой стремление увеличить или сохранить высокими способности человека там, где может быть использован критерий успешности. При этом само это стремление предполагает возможность двух исходов — успеха и неудачи. Мотивация достижения успеха может быть проявлена только там, где есть возможность совершенствовать свою деятельность, она ориентирована всегда на конечный результат, цель деятельности. Люди с высокой мотивацией достижения часто возвращаются к прерванным задачам, также для них характерен постоянный пересмотр целей. Кроме того, Х. Хекхаузену подчёркивает, что мотив это конструкт, искусственно введённый для изучения поведения (Хекхаузен, 2003). Анализируя результаты проведённых исследований, он обращает внимание на то, что при наличии конфликта мотивов, люди, у которых не доминирует мотив достижения, склонны снижать свой уровень притязаний, отказываться от возможного успеха. При этом, это не связано со страхом потерпеть неудачу, просто в реальной деятельности людей ведущими могут выступить другие мотивы и это может негативно сказываться на деятельности, изначально направленной на достижений успеха.

### Исследования М. Селигман
Мартин Селигман, исследуя истоки депрессии у людей, сформулировал понятие выученной беспомощности. Он показал, что длительное переживание неуспеха является залогом снижения ожиданий об успешности субъектом.
В его классических экспериментах на собаках было показано, как переживание опыта неподконтрольности приводит к беспомощности и отсутствию даже попыток избежать ударов тока, даже если это возможно. Исследование младенцев также показало, что эти паттерны возникают очень рано, уже в первые годы жизни людей. Дети, которые ранее имели опыт манипуляции игрушками, подвешенными над кроватью, в новой ситуации быстро учились это делать. Те же дети, которые ранее не могли контролировать расположение игрушек, не были способны обучиться этому в новой ситуации даже при том, что у них была возможность это сделать.
М. Селигман дополнил подход Б. Вайнера, и ввёл понятие пессимистического и объяснительного стиля. Он ввёл три параметра, по которым люди интерпретируют исход той или иной ситуации:
- Постоянство той или иной причины (аналог стабильности у Б. Вайнера)
- Широта причины, то есть универсальность (причина относится ко всем объектам или только к некоторым)
- Персонализация — то есть локализация причины вовне или внутри субъекта[4][8].

Исходя из того, как именно человек определяет причины постигших его неудач или достигнутых успехов можно уверенно прогнозировать его поведение. Известно, что Мартин Селигман и его коллеги даже внедрили это своё открытие в широкую практику, показав, что люди, с оптимистическим стилем добиваются больших успехов и учатся быстрее на работниках страховой компании, после чего тестирование на стиль объяснений стало повсеместным.

### Исследования Э. Скиннер
Э. Скиннер исследовала взаимосвязь воспринимаемого контроля и мотивации достижения. Её интересовали факторы, которые продуцируют энтузиазм. Ею было отмечено, что уже в раннем возрасте одни дети воспринимают трудности как интересные задачи, другие же становятся встревоженными, подавленными и испуганными.
Э. Скиннер пишет, что представления о контроле являются имплицитными теориями о том как устроен окружающий мир и какое место человек занимает в нём, ощущение контроля может приносить радость, а потеря контроля быть разрушительной.
Ощущение контроля влияет не только на то, как человек будет чувствовать и вести себя в повседневной жизни, но и на то, как в стрессовых ситуациях представления о своём контроле определяют то, будет ли человек проверять свои гипотезы, искать выход, или уходить от ситуации:
- Люди, верящие в возможность осуществления контроля, действуют так, чтобы благоприятные события стали более вероятны, побеждают и таким образом укрепляют свои ожидания контроля. Кроме того, вовлечённость в деятельность, активная деятельность по решению возникающих проблем приводит к повышению компетентности и уровня умений.
- Люди, которые не верят в контроль, убегают от решения сложных задач, что со временем приводит не только к разнице между уровнем субъективного контроля, но и уровнем реальных умений и достижений человека[4][9].

Воспринимаемый контроль служит не только надёжным предиктором успеха и неуспеха во многих областях человеческой жизни, но и связан с уровнем здоровья индивида, профессиональными и школьными достижения, компетентностью, мотивационными факторами, политическими убеждениями, креативностью, что он проявляется в родительских установках, воспитании детей и продолжительности жизни.
Подход Э. Скиннер базируется на трёх составляющих деятельности:
- деятель
- средства деятельности
- результаты (цели) деятельности

Также различаются представления об эффективности тех или иных средств и представления о владении этими средствами.
Э. Скиннер называет свой подход деятельностным и рассматривает действие как интенциональное целенаправленное поведение.
Таким образом, выделяются три составляющих:
- связывающие деятеля и результат
- деятеля и средства достижения
- средства и результат

Когда человек верит, что он владеет контролем над важными результатами, он инициирует поведение, проявляет усилия и настойчивость, пробует разные стратегии, ведёт себя активно. В случае, если человек верит, что контроля нет, он становится пассивным, беспомощным и легко бросает начатое. Когда уровень контроля высок, человек концентрируется на деятельности, вовлекается в неё, переживает свою компетентность, что приводит к постановке новых, сложных, ещё незнакомых задач, на грани его возможностей, что в итоге приводит к его росту, если уровень контроля низок, человек отвлекается от выполнения деятельности, избегает трудных задач, отклоняет возможности и предложения попрактиковаться.
Представления о доступности средств показывают насколько человек владеет теми или иными средствами, представления о средствах показывают убеждения индивида касательного того, что определённые средства служат достаточными условиями для достижения цели, а общие представления о контроле отражают веру индивида в саму возможность достичь того или иного результата.
Наиболее важное значение эти представления имеют при постановке новых целей и интерпретации уже полученных результатов деятельности, так человек определяет причины и значения своих успехов и неудач.
На примере исследований учебной деятельности, было показано, что оптимальный профиль воспринимаемого контроля должен выглядеть так: высокая уверенность в возможности достичь результат, высокая уверенность в важности усилий и уверенность в доступности этого средства, низкая уверенность в важности таких средств как способности, влиятельные другие и случай, а также неизвестная причина, при уверенности в наличии этих средств.

### Исследования А. Бандуры
Проблематику достижения в когнитивно-бихевиоральном подходе также описывает теория самоэффективности А. Бандуры
Он предположил, что ключевым фактором является не просто вера в достижение успеха, или надежда на успех, или привлекательность цели, а вера в то, что человек способен осуществить деятельность, которая может привести к желаемому результату.
Самоэффективность не сводится к навыкам или способностям человека, а сводится к тому, что он о них думает, насколько компетентным себя ощущает, в процессе деятельности. А. Бандура подчёркивает, что самоэффективность касается будущего, а не прошлого, это прогноз справляюсь или нет, самоэффективность показывает оценку своей компетентности, а не является личностной чертой или диспозицией. Теория самоэффективности прогнозирует, что люди будут участвовать в ситуациях, с которыми, как они считают, они могут справиться и будут избегать ситуаций, с которыми они справиться не могут.
Выделяют уровень, обобщённость и силу самоэффективности:
- Уровень показывает насколько трудные задания в одной и той же области человек считает, что может решить.
- Обобщённость: А. Бандура определяет общую самоэффективность, или глобальную, касающуюся веры индивида вообще в свои способности, самоэффективность касающуюся какой-то областей деятельности и самоэффективность в конкретном деле в конкретных условиях.
- Сила самоэффективности отражает степень уверенности в том, что человек справится. Именно от силы самоэффективности зависит, сдастся ли он перед лицом трудностей или продолжит действовать[4][10][11][12].

### Исследования Э. Деси и Р. Райана
Теория самодетерминации Эдвард Л. Деси и Ричард М. Райан, в отличие от атрибутивных теорий показывает значимость именно потребностей человека.
В этой теории описаны внешняя и внутренняя мотивации:
- Внешняя мотивация, это когда деятельность, которую выполняет человек, служит не целью, а средством для какой-то другой цели или деятельности, или когда человек выполняет под действием внешнего контроля: поощрений или наказаний
- Внутренняя мотивация, это когда человек делает что-то, просто потому что это ему интересно и привлекает его. Экспериментально было показано, что награда уменьшает интерес к деятельности, то есть внешняя мотивация негативно сказывается на внутренней.

Э. Деси и Р. Райан выделяют 3 подтеории:
- Теория самодетерминации. Теория гласит, что самыми важными являются следующие потребности:
  - Потребность в автономии — чувствует, считает ли себя субъект сам источником своей деятельности, или его деятельность, его цели поставлены извне
  - Потребность в компетентности, то есть стремление достичь поставленных целей. Итоговый конструкт они называют самодетерминированной компетентностью.
  - Потребность во взаимосвязи с другими людьми, то есть потребность иметь хорошие, надёжные, удовлетворительные отношения с другими. Удовлетворение этой потребности особенно важно для реализации потребности в автономии, в детском возрасте, имеет ли ребёнок возможность выбирать и сам ставить свои цели или за него решают взрослые.
- Теория когнитивной оценки. Теория говорит о том, как человек воспринимает происходящие с ним события и как они влияют на его внутреннюю и внешнюю мотивацию. События описываются как контролирующие, информирующие и амотивирующие. Контролирующие и амотивирующие события (невозможность достичь цели, угрозы и поощрения и т. п.) негативно сказываются на внутренней мотивации, а информирующие (успех, положительная обратная связь), наоборот, укрепляют её.
- Организмическая интегративная теория. Теория детально разбирает понятия внутренней и внешней мотивации и то, что на них оказывает влияние. Эдвард Л. Деси и Ричард М. Райан считают, что внутренняя и внешняя мотивации являются сложными конструктами и складываются из многих факторов. Они показывают, как индивид может интроецировать цели и задачи, поставленные ему извне, и считать их своими собственными и это будет интернальной саморегуляцией, хотя и не внутренне мотивированной, а может считать, что цели навязаны ему извне и это будет экстернальной саморегуляцией, то есть чисто внешней мотивацией и не стремится их достичь. При этом важно уметь, отмечают они, интроецировать значимые цели, снимая дихотомию контролирующий — контролируемый[4][13][14].

### Исследования Т. О. Гордеевой
Анализ современных теорий мотивации продуктивной деятельности и позволил Т. О. Гордеевой сформулировать целостную (обобщающую) модель процесса мотивации деятельности, состоящую из четырёх основных блоков, которые определённым образом связаны между собой . Данная модель описывает конструкты и соответствующие им психологические феномены, которые на сегодняшний день выделены разными исследователями как соответствующие деятельности, ориентированной на достижения.
Мотивационно-целевой блок представляет собой систему мотивов, целей и ценностей, запускающих поведенческие, когнитивные  и эмоциональные процессы мотивации деятельности, ориентированной на достижение. Он может быть охарактеризован, во-первых,  через выраженность у субъекта мотивов достижения и развития, а  также выраженность и конкретное содержание внутренней и внешней мотивации рассматриваемой деятельности; во-вторых, через цели, которые ставит перед собой субъект; в-третьих, его ценности.
Мотивационно-целевой блок имеет приоритетное значение  для определения наличия у субъекта мотивации. Он запускает все  остальные компоненты мотивации. Именно на его изучение были  направлены исследования, осуществляемые в первой половине  XX в. С самого начала вопрос состоял не в том, влияют ли мотивы  и потребности на поведение, а в том, какие именно базовые потребности его запускают.
 Когнитивный блок представляет собой подсистему (образование), включающую в себя прежде всего представления о контролируемости процесса и результата деятельности, описываемые через такие конструкты, как представления о личной ответственности за успехи и неудачи, вера в свои способности справиться с определённой деятельностью и ожидания.  
Эмоциональный блок мотивации деятельности достижения  может быть охарактеризован через: 1) наличие переживания удовольствия от усилий; 2) особенности эмоциональных реакций, которые демонстрирует субъект при встрече с трудностями и неудачами. В соответствии с моделью такие эмоциональные состояния,  как тревожность, депрессия и некоторые другие, активно изучаемые в психологии, могут быть рассмотрены в качестве эмоциональных предикторов мотивации деятельности.  
Поведенческий блок мотивации деятельности достижения представляет систему поведенческих компонентов мотивации и может быть охарактеризован через такие психологические конструкты,  как настойчивость, проявляющаяся во времени, уделяемом решению задачи, упорстве в процессе её решения, а также доведении её до конца, несмотря на возможные помехи; интенсивность усилий  (уровень энергии и энтузиазма); стратегии преодоления трудностей (активные, адаптивные или беспомощные, избегающие); выбор задач оптимального уровня трудности.